# Andrew Buchanan (Politiker)
Andrew Buchanan (* 8. April 1780 im Chester County, Pennsylvania; † 2. Dezember 1848 in Waynesburg, Pennsylvania) war ein US-amerikanischer Politiker. Zwischen 1835 und 1839 vertrat er den Bundesstaat Pennsylvania im US-Repräsentantenhaus.

## Werdegang
Andrew Buchanan besuchte das Dickinson College in Carlisle. Nach einem anschließenden Jurastudium und seiner 1798 erfolgten Zulassung als Rechtsanwalt begann er in York in diesem Beruf zu arbeiten. Ab 1803 lebte er in Waynesburg. Gleichzeitig schlug er eine politische Laufbahn ein. Er war sowohl Abgeordneter im Repräsentantenhaus von Pennsylvania als auch Mitglied des Staatssenats. In den 1820er Jahren schloss er sich der Bewegung um den späteren Präsidenten Andrew Jackson an und wurde Mitglied der von diesem 1828 gegründeten Demokratischen Partei.
Bei den Kongresswahlen des Jahres 1834 wurde Buchanan im 20. Wahlbezirk von Pennsylvania in das US-Repräsentantenhaus in Washington, D.C. gewählt, wo er am 4. März 1835 die Nachfolge von Andrew Stewart antrat. Nach einer Wiederwahl konnte er bis zum 3. März 1839 zwei Legislaturperioden im Kongress absolvieren. Bis 1837 wurde dort noch heftig über die Politik von Präsident Andrew Jackson diskutiert. Ab 1837 war Buchanan Vorsitzender des Wahlausschusses.
Nach dem Ende seiner Zeit im US-Repräsentantenhaus praktizierte er wieder als Anwalt. Er starb am 2. Dezember 1848 in Waynesburg, wo er auch beigesetzt wurde.